# Dunière-sur-Eyrieux
Dunière-sur-Eyrieux é uma comuna francesa na região administrativa de Auvérnia-Ródano-Alpes, no departamento de Ardèche. Estende-se por uma área de 7,73 km². Em 2010 a comuna tinha 443 habitantes (densidade: 57,3 hab./km²).